# Faz Sentir
"Faz Sentir" é uma canção do cantor pop brasileiro Naldo Benny, com a participação da cantora estadunidense K. Rose. A canção foi lançada em 29 de Julho de 2014 no iTunes em diversos países, com single para o álbum ao vivo Multishow ao Vivo Naldo Benny.

## Música e vídeo
O videoclipe da canção foi lançado em 23 de julho de 2014, no canal do artista no YouTube. O vídeo foi gravado nas cidades Miami e Nova Iorque, durante uma turnê do cantor pelo Estados Unidos. O videoclipe foi dirigido por Mess Santos.

## Faixas e formatos
| Download digital |                            |         |  |
| N.º              | Título                     | Duração |  |
| 1.               | "Faz Sentir" (com K. Rose) | 3:44    |  |

## Desempenho nas paradas
| Paradas (2014)                     | Melhor posição |
| ---------------------------------- | -------------- |
| Brasil (Billboard Hot 100 Airplay) | 97             |

## Histórico de lançamento
| País           | Data                | Formato          | Gravadora |
| -------------- | ------------------- | ---------------- | --------- |
| Argentina      | 29 de Julho de 2014 | Download digital | Deckdisc  |
| Austrália      | 29 de Julho de 2014 | Download digital | Deckdisc  |
| Brasil         | 29 de Julho de 2014 | Download digital | Deckdisc  |
| Estados Unidos | 29 de Julho de 2014 | Download digital | Deckdisc  |